# Barycypraea
Barycypraea is een geslacht van weekdieren uit de klasse van de Gastropoda (slakken).

## Soort
- Barycypraea caputviperae (Martin, 1899) †